# Centromerus sexoculatus
Centromerus sexoculatus är en spindelart som beskrevs av Jörg Wunderlich 1992. Centromerus sexoculatus ingår i släktet Centromerus och familjen täckvävarspindlar.
Artens utbredningsområde är Madeira. Inga underarter finns listade i Catalogue of Life.